# Murtaz Shelia
Murtaz Shelia (géorgien : მურთაზ შელია), né le 25 mars 1969 à Ochamchire en Géorgie, est un footballeur international géorgien, qui évoluait au poste de défenseur.

## Biographie

### Carrière de joueur
Murtaz Shelia dispute 3 matchs en Ligue des champions, et 5 matchs en Coupe de l'UEFA, pour un but inscrit,.

### Carrière internationale
Murtaz Shelia compte 29 sélections avec l'équipe de Géorgie entre 1991 et 1998. 
Il est convoqué pour la première fois par le sélectionneur national Giga Norakidze pour un match amical contre la Moldavie le 2 juillet 1991 (victoire 4-2). Il reçoit sa dernière sélection le 14 octobre 1998 contre la Grèce (défaite 3-0).

## Palmarès
- Avec le Dinamo Tbilissi
  - Champion de Géorgie en 1991, 1992, 1993, 1994 et 1995
  - Vainqueur de la Coupe de Géorgie en 1992 et 1993

- Avec l'Alania Vladikavkaz
  - Champion de Russie en 1995